# Integrasi
L'integrasi è un enzima virale che provvede all'integrazione del DNA retrotrascritto all'interno del DNA della cellula ospite.

## Funzione
La sua funzione è quella di integrare le informazioni per cui il genoma dei virus codifica nel DNA dell'ospite, rendendole quindi costitutive della cellula e facendo sì che tali geni vengano tradotti in proteine alla stregua dei geni umani. Un'integrasi è inoltre presente anche nel batteriofago lambda, che utilizza tale enzima per integrare il proprio genoma con quello del cromosoma batterico in un sito specifico di quest'ultimo.
Generalmente, questo tipo di enzima opera in due fasi, mediate dal medesimo sito attivo: prima rimuove 2 o 3 nucleotidi dal DNA retrotrascritto, poi catalizza la formazione di un legame fosfodiesterico fra le due molecole di DNA, reazione che è resa possibile dall'instabilità strutturale provocata dal primo tratto.

## Applicazioni farmaceutiche
La sua azione rende virus come HIV particolarmente invasivi e difficili da combattere, tuttavia l'industria farmaceutica è riuscita a sviluppare delle medicine definiti "inibitori di integrasi" che contrastano proprio l'azione di questa classe di enzimi, la quale risulta essenziale per il successo dell'infezione da HIV. Il MK-0518, il cui utilizzo è stato autorizzato su scala mondiale a partire dal 2007, è il primo inibitore di integrasi mai immesso in commercio nella storia. Un secondo inibitore di integrasi, elvitegravir, è stato approvato nel 2012 in USA ma non è ancora disponibile su suolo europeo.